# HD 79523
HD 79523，又名CD-38 5376，SAO 200119、HR 3667，是一颗恒星，视星等为6.31，位于銀經263.09，銀緯6.85，其B1900.0坐标为赤經9h 9m 29.5s，赤緯-38° 6.85′ 11″。